# Casinaria albibasalis
Casinaria albibasalis är en stekelart som beskrevs av Tohru Uchida 1928. Casinaria albibasalis ingår i släktet Casinaria och familjen brokparasitsteklar. Inga underarter finns listade.